# Châteauneuf-les-Martigues
Châteauneuf-les-Martigues is een gemeente in het Franse departement Bouches-du-Rhône (regio Provence-Alpes-Côte d'Azur). De plaats maakt deel uit van het arrondissement Istres. Châteauneuf-les-Martigues telde op 1 januari 2022 18.364 inwoners.

## Geografie
De oppervlakte van Châteauneuf-les-Martigues bedroeg op 1 januari 2022 31,65 vierkante kilometer; de bevolkingsdichtheid was toen 580,2 inwoners per km².
De gemeente ligt aan het Étang de Berre of het meer van Berre. Ook het meer van Bolmon ligt deels in de gemeente. Dit wordt van het meer van Berre gescheiden door de schoorwal van Jaï (Cordon littoral du Jaï).
De onderstaande kaart toont de ligging van Châteauneuf-les-Martigues met de belangrijkste infrastructuur en aangrenzende gemeenten.

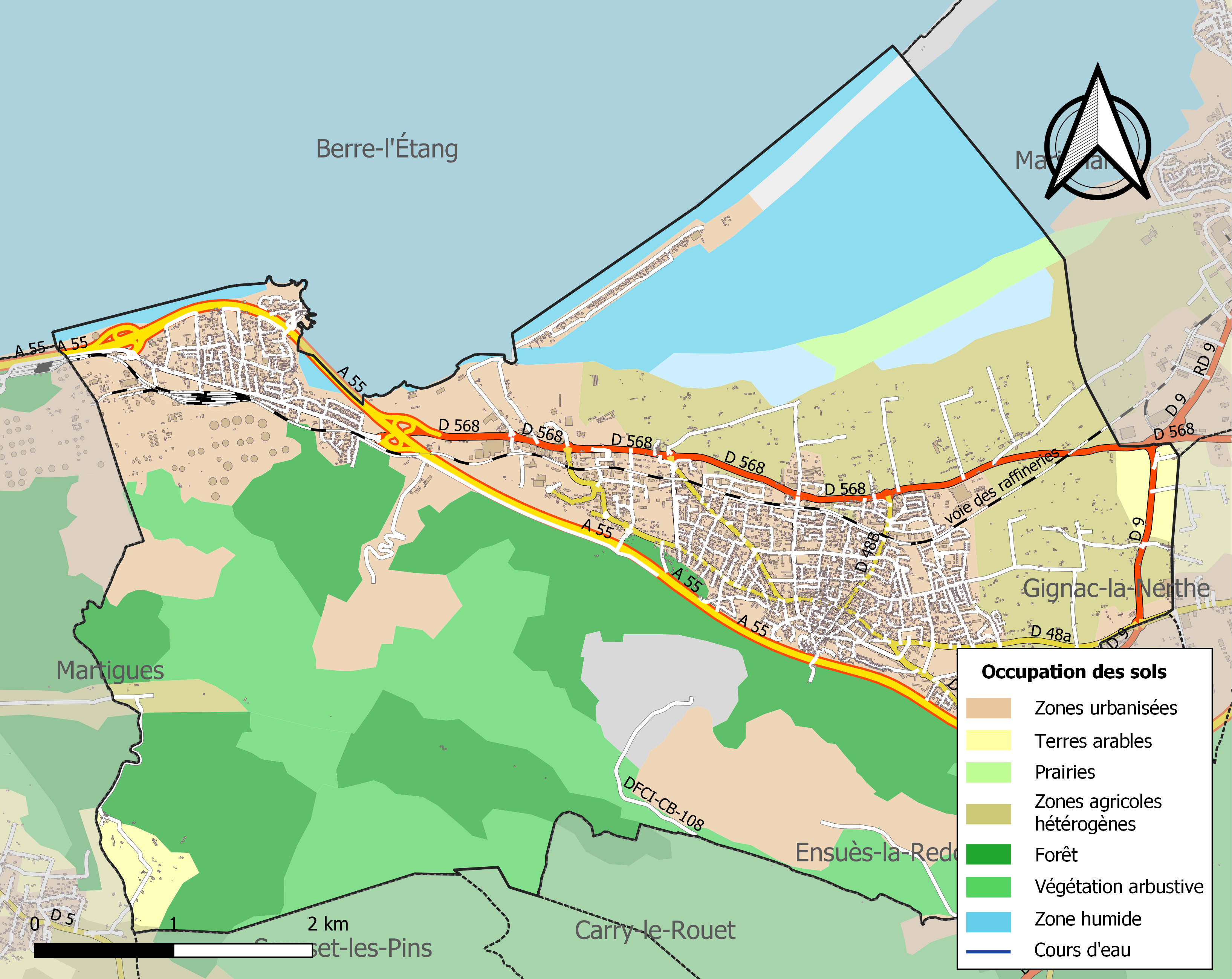

## Demografie
Onderstaande figuur toont het verloop van het inwonertal (bron: INSEE-tellingen).
Vanwege een beveiligingsprobleem met de MediaWiki Graph-software is het momenteel niet mogelijk deze grafiek weer te geven. Zodra de software is bijgewerkt zal de grafiek vanzelf weer zichtbaar worden.